# بيت كوبر
بيت كوبر (بالإنجليزية: Pete Cooper)‏ هو لاعب غولف أمريكي، ولد في 31 ديسمبر 1914، وتوفي في 8 أكتوبر 1993.

## وصلات خارجية
- بيت كوبر على موقع رابطة لاعبي الغولف المحترفين (الإنجليزية)
- بيت كوبر على موقع قاعة فلوريدا للمشاهير الرياضية (الإنجليزية)